# 塔奈 (科多尔省)
塔奈（法語：Tanay，法語發音：[tanɛ]）是法国科多尔省的一个市镇，位于该省东部，属于第戎区。

## 地理
塔奈（47°24'33"N, 5°16'35"E）面积12.65 平方千米，位于法国勃艮第-弗朗什-孔泰大區科多尔省，该省份为法国中东部省份，北起奥布省，西接涅夫勒省和约讷省，南至索恩-卢瓦尔省，东南接汝拉省，东临上索恩省，东北部与上马恩省接壤。
与塔奈接壤的市镇（或旧市镇、城区）包括：贝兹河畔努瓦龙、马尼圣梅达尔、贝尔勒沙泰勒、贝兹河畔米尔博、维耶维涅。

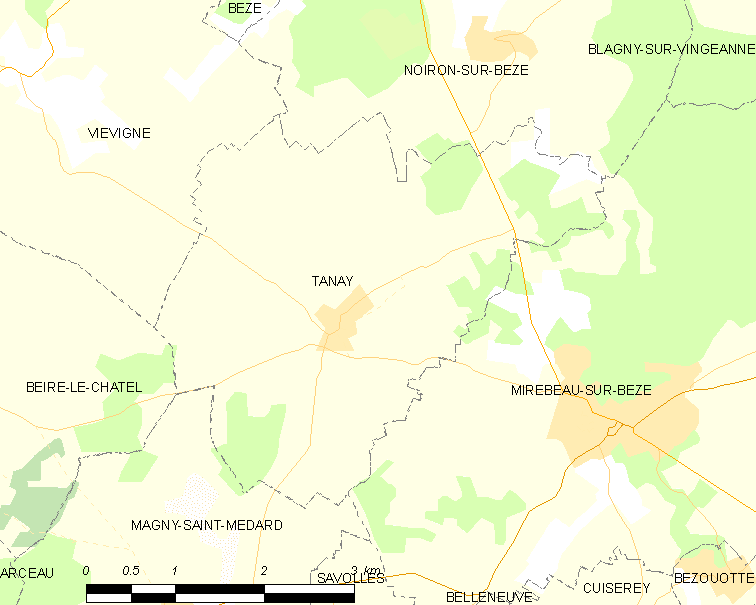
的OSM定位图

塔奈的时区为UTC+01:00、UTC+02:00（夏令时）。

## 行政
塔奈的邮政编码为21310，INSEE市镇编码为21619。

## 政治
塔奈所属的省级选区为圣阿波利奈尔县。

## 人口

1962-2008年间人口变化图示

塔奈于2022年1月1日时的人口数量为221人。